# Mrówczan heksylu
Mrówczan heksylu, HCOO(CH2)5CH3 – organiczny związek chemiczny z grupy estrów, ester kwasu mrówkowego i heksanolu. Stosowany jako środek zapachowy o owocowym, malinowym zapachu.